# Feycke van Herbranda
Feycke van Herbranda of Feico van Herbranda (overleden april 1619) was een Nederlands bestuurder.

## Biografie
Van Herbranda was een zoon van Tjaert van Herbranda (†1571) en Mary van Rinia (†1583/84). De familie was waarschijnlijk afkomstig uit Nes en bewoonde in Buitenpost de Herbrandastate.
Reeds in 1589 komt Van Herbranda voor als substituut-grietman van Achtkarspelen. In 1592 wordt Van Herbranda vermeld als hopman. Vervolgens werd hij in 1592 benoemd tot grietman van Achtkarspelen, naar het schijnt was hij de eerste gereformeerde grietman van deze grietenij. Dit ambt werd eerder bekleed door zowel zijn broer Haye van Herbranda als zijn overgrootvader Botte van Herbranda Van Herbranda trad ook korte tijd op als provisioneel grietman van de Kollumerland en Nieuwkruisland tussen het overlijden van Sippe van Meckema op 2 november 1599 en de aanstelling van opvolger Bocke van Feytsma. Ten tijde van zijn grietmanschap van Achtkarspelen werd begonnen met de herbouw van de Mariakerk van Buitenpost. Hieraan herinnert onder meer een gevelsteen in de kerkmuur. In 1615 wordt Van Herbranda vermeld als lid van de Admiraliteit van Friesland. Voor zijn overlijden in april 1619 deed hij afstand van het grietmanschap van Achtkarspelen daar zijn opvolger Tjerk Boelens benoemd werd op 1 december 1618.

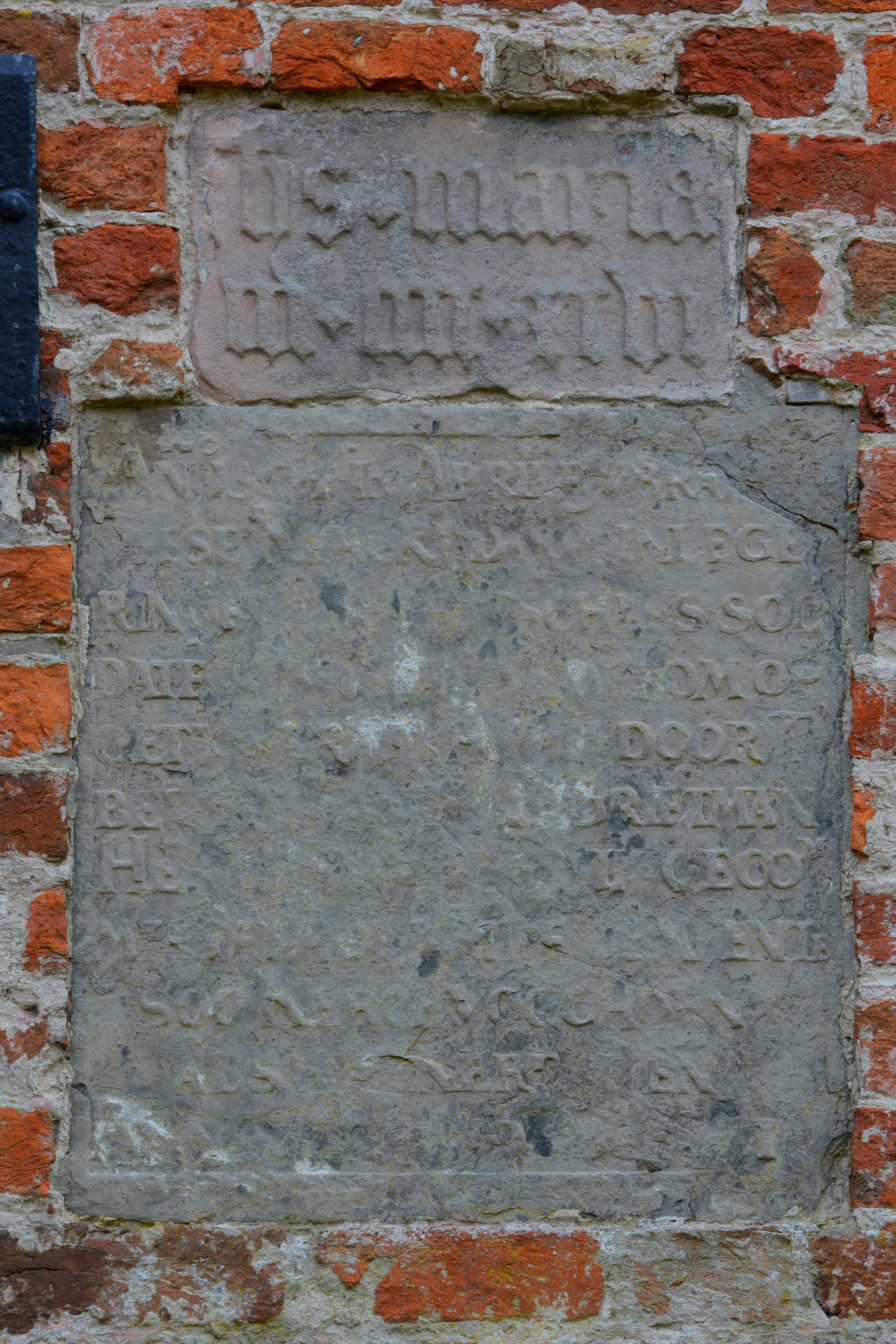
Gevelsteen in de Mariakerk van Buitenpost die herinnert aan de herbouw van de kerk in 1611.
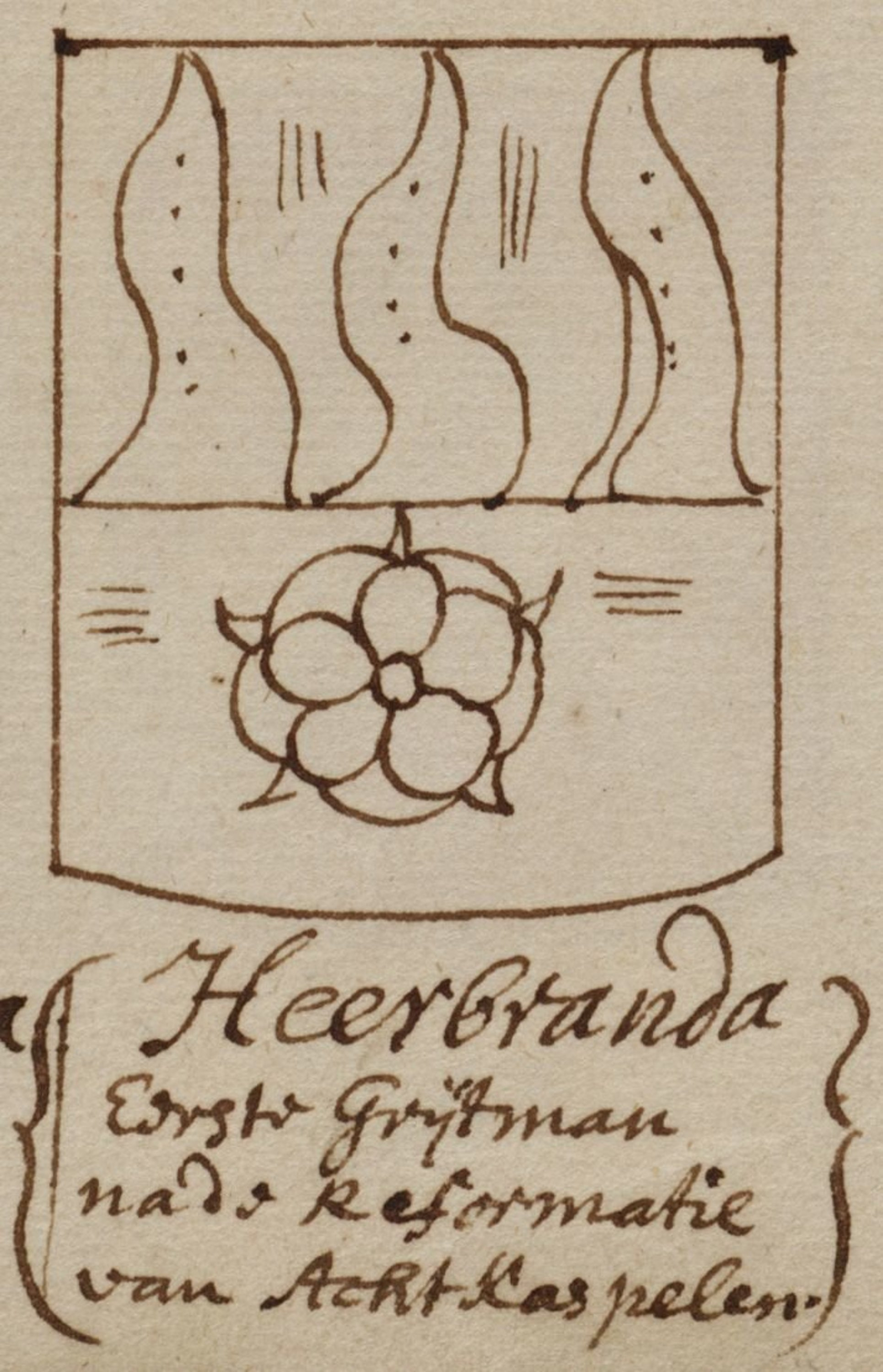
Wapen Van Herbranda in het Wapen- en Vlaggenboek van Gerrit Hesman (1708).
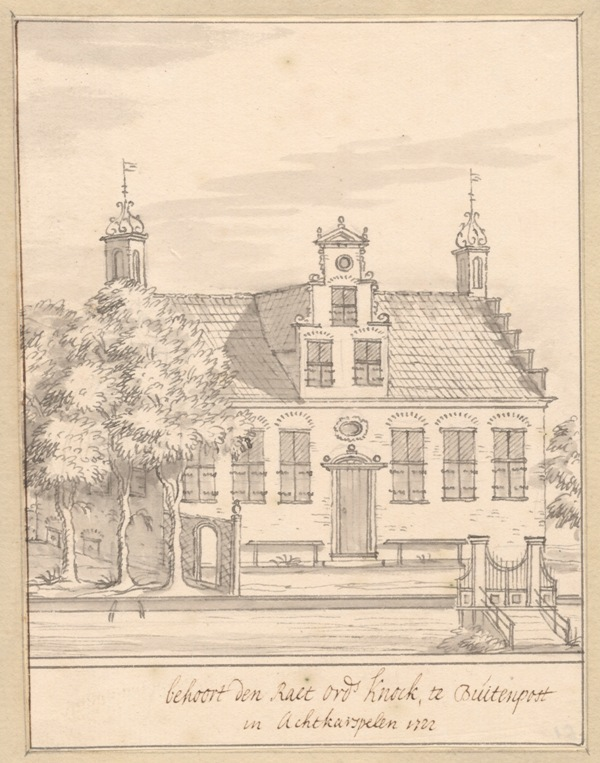
De Herbrandastate te Buitenpost op een tekening van Jacobus Stellingwerff.

## Huwelijk en kind
Van Herbranda trouwde rond 1600 met Roelofke Coyters (†1592), dochter van Hobbe Coyten en Ath Siccama. Zij overleed in het kraambed. Hierop hertrouwde Van Herbranda met Wypck van Hettinga, dochter van Tiete van Hettinga, grietman van Wymbritseradeel, en Hylck van Galama. Met zijn tweede vrouw had Feycke een dochter:
- Hylck van Herbranda, (†>1675), trouwde met Abbe van Bootsma, militair en zoon van grietman van Idaarderadeel, Hessel van Bootsma.

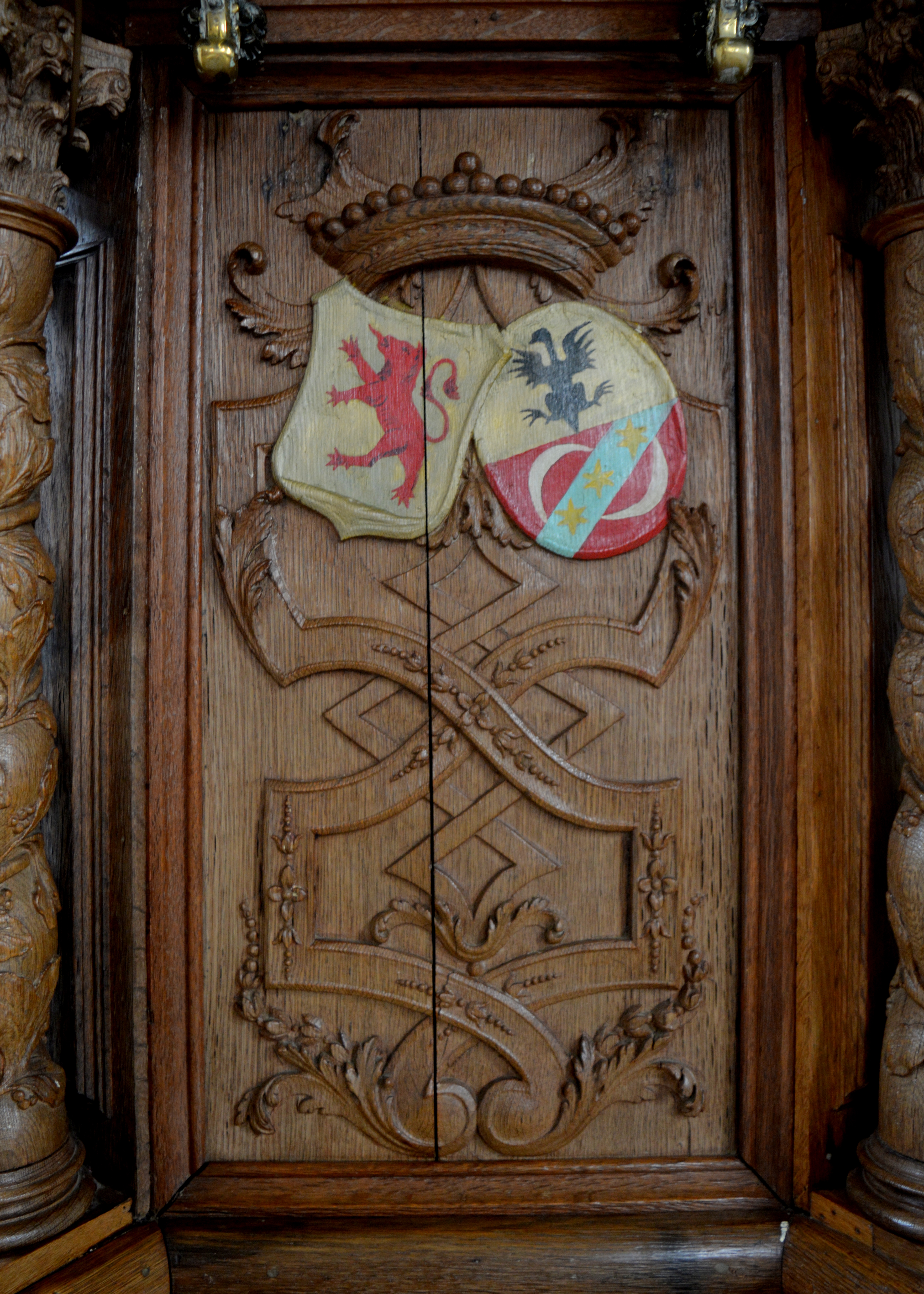
Preekstoel in de kerk van Augustinusga met het alliantiewapen Van Harckema-Coyters.
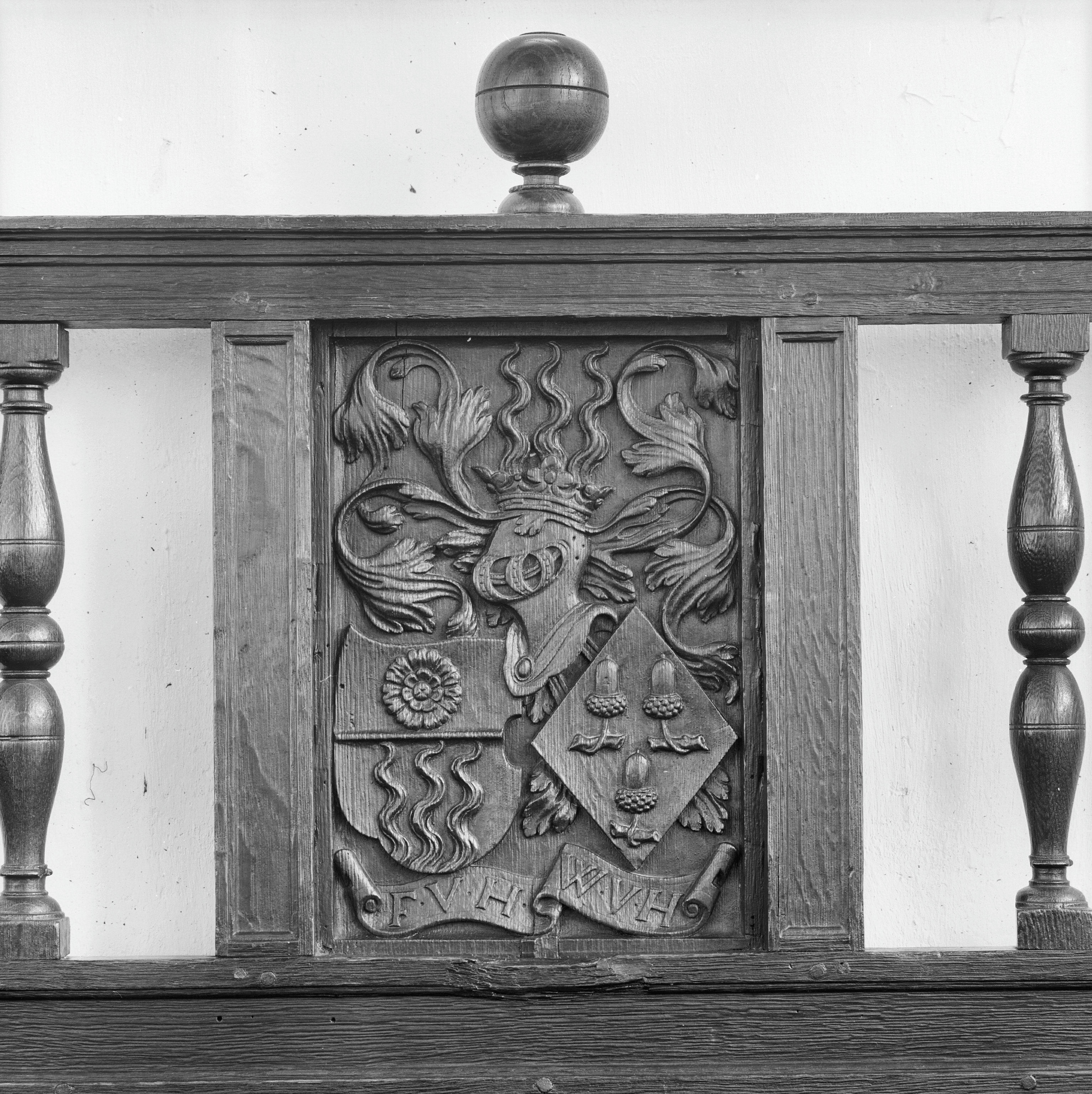
Herenbank in de kerk van Buitenpost met het alliantiewapen Van Herbranda-Van Hettinga.